# Tapinoma annandalei
Tapinoma annandalei este o specie de furnici din genul Tapinoma. Descrisă de William Morton Wheeler în 1928, specia este endemică în India.